# Trinidad e Tobago nos Jogos Olímpicos de Verão de 1988
Trinidad e Tobago participou dos Jogos Olímpicos de Verão de 1988 em Seul, na Coreia do Sul. Foi a décima primeira participação do país em Jogos Olímpicos de Verão.